# Diocèse catholique de Clogher
Ne doit pas être confondu avec Diocèse anglican de Clogher.
Le diocèse de Clogher est un diocèse suffragant de l'archidiocèse d'Armagh en Irlande, dont l'origine remonte selon la tradition à 454 et à saint Macartan (ou Aedh MacCairthinn, † 506). Sa cathédrale est Saint-Macartan de Monaghan.

## Histoire
Le diocèse de Clogher (irlandais: Airgialla; Clochar mac nDaimine ; latin Clochorensis; Ergalensis)  a été formé en 1111 au synode de Ráth Breasail comme suffragant de l'archidiocèse d'Armagh pour le territoire des Uí Chremthainn une des composantes du royaume d'Airgíalla. Après le synode de Kells-Mellifont le diocèse est étendu à l'ensemble de l'ouest de l'Airgíalla, c'est-à-dire au royaume contrôlé par Donnchad Ua Cerbaill († 1168)
qui est un soutien important de l'archevêque Malachie d'Armagh (irlandais: Máel Máedóc Ua Morgair), avec qui il avait patronné la fondation de l'abbaye de Mellifont. C'est alors que le siège du diocèse est transféré de Clogher à Louth (en) la capitale des Ua Cerbaill. Le diocèse de Clogher  est composé du moderne comté de Monaghan, d'une grande partie du comté de Fermanagh et de fractions des comtés de Tyrone et de Donegal.
Le premier évêque connu est Cinaeth Ua Baígill (†  1135).

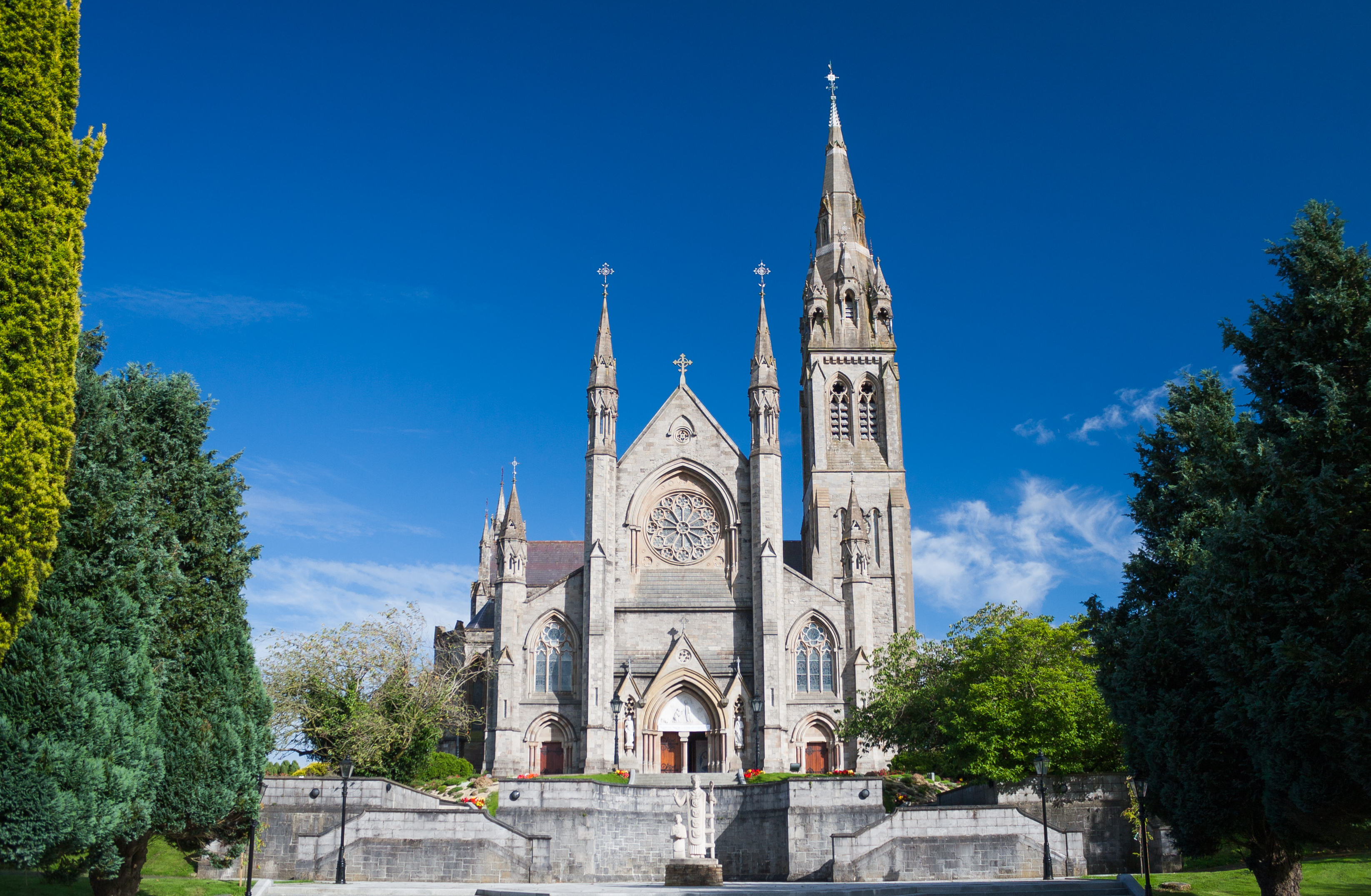
La cathédrale Saint-Macartan de Monaghan.

## Source
- (en) T.W Moody, F.X. Martin, F.J. Byrne A New History of Ireland IX Maps, Genealogies, Lists. A companion to Irish History part II . Oxford University Press réédition 2011  (ISBN 9780199593064).